# Deerstalker

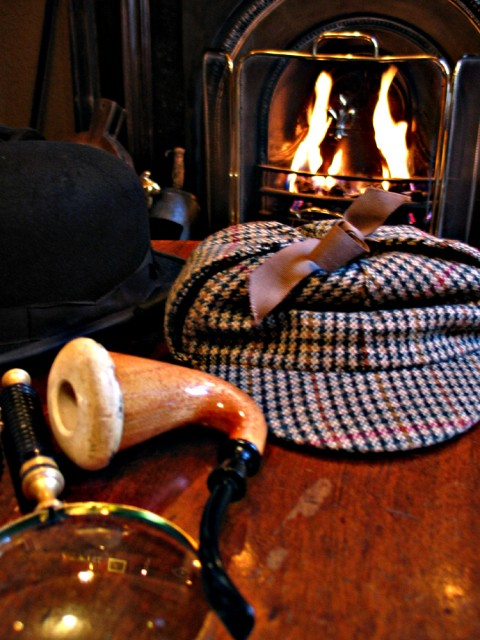
O şapcă deerstalker (dreapta) alături de alte obiecte asociate cu personajul Sherlock Holmes

Șapca deerstalker (tradus literal șapcă pentru vânătoare de căprioare) este un tip de pălărie care se poartă în special în zonele rurale, adesea la vânătoare de căprioare. Din cauza asocierii populare a șepcii cu Sherlock Holmes , ea a devenit o pălărie stereotipă pentru un detectiv.

## Descriere
Principalele caracteristici ale deerstalker-ului o pereche de cozoroace aflate în partea din față și în cea din spate și două lambouri (aripioare) laterale flexibile. Cele două cozoroace oferă protecție solară pentru fața și gâtul purtătorului. Lambourile laterale pot fi purtate lăsate în jos sau legate sub bărbie pentru a proteja urechile pe vreme geroasă și vânt puternic, sau legate deasupra capului atunci când vremea nu este nefavorabilă. Modelul cu țesătură în carouri servește și drept camuflaj, iar hainele moderne de vânătoare, inclusiv șepcile deerstalker, sunt adesea făcute din tweed fie cu un model roșu-și-negru sau cu unul portocaliu-și-negru, atât în acest scop, cât și pentru protejarea vânătorului.

## Sherlock Holmes
Cel mai faimos purtător al acestui obiect vestimentar este personajul de ficțiune Sherlock Holmes, care este înfățișat popular ca purtând acest model de șapcă. Holmes nu a fost descris niciodată în povestirile lui Arthur Conan Doyle ca purtând o șapcă deerstalker, dar în Stea-de-Argint, naratorul, Dr. John Watson, l-a descris ca purtând "șapca lui de voiaj cu apărători pentru urechi", și în Misterul din Valea Boscombe, ca purtând o "caschetă de stofă înfundată pe cap". Cum deerstalker-ul era singura pălărie din acea perioadă care corespundea ambelor descrieri, nu este suprinzător că ilustrațiile originale pentru povestiri de Sidney Paget, Frederic Dorr Steele și alții, îl prezintă pe Holmes ca un "om cu deerstalker", care a devenit apoi imaginea sa populară. 
Reprezentările de mai târziu ale lui Holmes care-l descriu ca purtând această șapcă în oraș nu iau în considerare faptul că Holmes, care era la curent cu moda, nu ar comite niciodată o astfel de gafă; deerstalker-ul este în mod tradițional o șapcă care se poartă la țară și nu un articol vestimentar pe care să-l poarte un gentleman în mediul urban. Într-adevăr, Paget și alți ilustratori contemporani care l-au portretizat pe Holmes ca purtând un deerstalker l-au plasat întotdeauna ca purtând o astfel de ținută doar în călătoriile la țară sau la anchetele efectuate în mediul rural.Cu toate acestea, personajul este frecvent descris ca purtând șapca deerstalker în lucrările moderne cum ar fi Batman: The Brave and the Bold.